# Hans Samuel Collin
Hans Samuel Collin, född 2 januari 1791 i Önnestad, Kristianstads län, död 30 mars 1833, var en svensk rättslärd. Han var farbror till August Zacharias Collin.
Collin blev student vid Lunds universitet 1802 och filosofie magister 1811. Från sistnämnda år ägnade han sig, under Johan Holmbergsons ledning, åt studiet av rättsvetenskapen. Han utgav 1816 ett akademiskt specimen, Afhandling om statsinkomsterna, och blev samma år docent i statsekonomi.
År 1817 blev han extra ordinarie adjunkt i sistnämnda ämne och 1820 promoverades han till juris utriusque doktor (med första hedersrummet, det andra innehades av Carl Johan Schlyter), varjämte han utnämndes till jurisprudentiæ, œconomiæ et commerciorum adjunkt i Uppsala, vilken plats han tillträdde 1821. År 1822 utgav han sin avhandling Om grannars skyldighet enligt Sveriges lag att med hvarandra deltaga i stängsels upprättande och underhållande.
Redan samma år avbröts hans lärarverksamhet genom uppdraget att utge en samling av Sveriges gamla lagar, vilket föranledde honom att bosätta sig i Stockholm. Där utgav han 1829 Vederläggning af de i frågan om realisationen gångbara falska begrepp och inrotade fördomar samt deltog i utgivandet av Västgötalagen (1827) och Östgötalagen (1830).